# Рестрикционна ендонуклеаза
Рестрикционните ендонуклеази (съкр. рестриктази) са група от ензими, отговорни за специфичното разкъсване на ДНК молекули до отделни полинуклеотидни фрагменти.
В действителност рестрикционните ендонуклеази разпознават къса ДНК секвенция, в която най-често се извършва и самият каталитичен акт, но е възможно мястото на разпознаване (разпознавателна секвенция) да е пространствено отдалечено от мястото на разкъсване.
Познати са около 3500 рестрикционни ензими, разпознаващи над 250 различни ДНК секвенции. Рестриктазите са характерни за клетките на еубактериите, но са изолирани и ензими от вируси, архебактерии и от еукариотни организми. Статистическите данни сочат, че около 25% от всички бактерии съдържат поне един вид рестрикционна ендонуклеаза, а при някои бактериални щамове броят в отделната клетка може да достигне седем и повече.
Рестрикционните ендонуклеази се превръщат в необходим инструмент на генното инженерство непосредствено след откриването им. Периодът в който за пръв път се изолират ензими с ендонуклеазна активност е предшестван от откритието на феномен известен като контролирана рестриктивна модификация. Този феномен е описан от Лурия и Бертани при отглеждане на бактериофаги върху различни бактериални щамове.
Значението на рестрикционните ендонуклеази за ДНК-клонинга в молекулярната биология е официално признато през 1978 г., когато Хамилтън Смит и Даниел Нейтънс поделят Нобеловата награда за физиология или медицина, отсъдена за техния принос в откриването на рестрикционните ендонуклеази и внедряването им в практиката.

## Типове
```
Ензимната номенклатура на NC-IUBMB класифицира рестрикционните ендонуклеази, като 
хидролази
, действащи върху 
естерни
 връзки от вътрешността на 
полинуклеотидната верига
 на 
дезоксирибонуклеиновата киселина
 и продуциращи 5’-фосфомоноестерни фрагменти. Това корелира с ензимен клас 3.1.21.--, в който попадат 6 
индентификатора
 на ензими. Основните рестрикционни ензими са означени като място-специфични ендодезоксирибонуклеази от тип I, II и III, с индентификационни номера съответно 3.1.21.3, 3.1.21.4 и 3.1.21.5.
```

Забележка: Разграничават се и рестриктази от тип IV, но до 2005 г. NC-IUBMB все още не посочва индентификационен номер на класа.
```
Формално това са три ензима, всеки със своя характерна структура на 
субединиците
, 
кофакторни
 изисквания, рестрикционна специфика и тип на асоциирана S-аденозилметионин: ДНК метилтрансфераза. Но именно поради специфичността на участъка, в който става разпознаването и вида на рестрикционните продукти във всеки един от типовете I, II и III могат да се диференцират отделни ензими, които показват различна активност спрямо секвенцията на 
субстрата
 (в случая ДНК). За това коректно е да се говори за рестрикционни ендонуклеази от тип I, II и III.
```

```
Съществува група ензими, означавана като самонасочващи се ендонуклеази (
homing endonucleases
). Това са рестриктази, кодирани от 
интронни
 или 
интеинни
 последователности, формирани чрез 
автосплайсинг
 (
на 
английски
: 
self-splicing
) и ясно диференцируеми от познатите рестрикционни нуклеази от тип I, II и III.
```

## Номенклатура
Номенклатурните изисквания към името на рестрикционните ендонуклеази отразяват по кратък и екзактен начин, биологичният вид от който е изолиран съответният ензим и типът на евентулен щам. За означаване на биологичния вид се използва трибуквена абревиатура, чиято първа буква е заимствана от родовото име, а втората и третата буква представляват съкратен запис на видовото име на микроорганизма (или и на подвидовото при определени случаи). Ако е необходимо да се цитира точно определен щам, това става чрез арабски цифри и латински букви, изписани след трибуквения код. С римски цифри се отбелязва съответна рестриктаза в случай, че от конкретния организъм могат да бъдат изолирани няколко.
Например:
| Рестриктаза | Организъм                                        |
| AaaI        | Acetobacter aceti sub. aceti – първа рестриктаза |
| Eco24I      | Escherichia coli RFL24 – първа рестриктаза       |
| Eco47I      | Escherichia coli RFL47 – първа рестриктаза       |
| Eco47II     | Escherichia coli RFL47 – втора рестриктаза       |
| Eco47III    | Escherichia coli RFL47 – трета рестриктаза       |
| EcoKI       | Escherichia coli K MG1655 – първа рестриктаза    |
| EcoRII      | Escherichia coli R245 – втора рестриктаза        |

При много специфични случаи на интрон или интеин кодираните ендонуклеази се използва префикс, с които се означава типа на ендонуклеазата. Той може да бъде I– (за интрон), PI – (протеинов инсерт) или F – (freestanding – свободна, некодирана в интрон или интеин, но в еукариотен организъм). Като примери могат да бъдат посочени:
| Рестриктаза | Организъм                                           |
| I-AniI      | Aspergillus nidulans – първа рестриктаза            |
| I-CpaII     | Chlamydomonas pallidostigmatica – втора рестриктаза |
| PI-SceII    | Saccaromyces cerevisae – втора рестриктаза          |
| F-SceII     | Saccaromyces cerevisae – втора рестриктаза          |

## Разпознавателна секвенция
Това е специфична ДНК секвенция, която се разпознава от ензима. Наличието ѝ в определен ДНК фрагмент, определя дали рестрикционната ендонуклеаза ще реагира и ще разкъса фрагмента. Минималната дължина на такава секвенция е 4 нуклеотидни двойки, най-често срещаната дължина е 6 н.дв., но има и разпознавателни секвенции от 8 и много повече нуклеотида.
```
Повечето рестрикционни ендонуклеази реагират с участъци от ДНК, означавани като 
палиндромни
 или частично палиндромни. Палиндромът е полинуклеотидна секвенция, която се повтаря и в двете вериги на ДНК, носейки една и съща информация при четене строго в една посока (5’->3’) по дължината на веригата (т.е. всяка последователност, която има симетрия от втори ред). Като пример за палиндромни участъци могат да бъдат посочени следните таргетни последователности:
```

5' – Г А А Т Т Ц – 3' EcoRІ (E.coli)
3' – Ц Т Т А А Г – 5'
5' – Ц А Г Ц Т Г – 3' PvuІІ (Proteus vulgaris)
3' – Г Т Ц Г А Ц – 5'
```
Частично палиндромен е участък, в който има неспецифични нуклеотиди, нарушаващи симетрията от втори ред. В лингвистичен смисъл това са палиндроми (вж. 
палиндром
), но в контекста на структурата на ДНК, разликите са съществени. Така например ензима StyI изолиран от 
Salmonella typhi
 27, разпознава следните последователности:
```

5' – Ц Ц Т А Г Г – 3' (палиндром)
3' – Г Г А Т Ц Ц – 5'
5' – Ц Ц А А Г Г – 3' 5' – Ц Ц Т Т Г Г – 3' (частични палиндроми)
3' – Г Г Т Т Ц Ц – 3' 5' – Г Г А А Ц Ц – 3'
Т.е. реално ензима реагира на последователност 5' – Ц Ц W W Г Г – 3', където W = А или Т.Записана по такъв начин, секвенцията може да се разглежда като палиндром или да се превърне в палиндром при заместване с конкретни нуклеотиди (нарича се още палиндром с двусмислие).
```
Съществува и разпознавателна секвенция, означавана като прекъснат палиндром. Тя представлява участък с нарушена симетрия от втори ред поради наличието на вмъкнати, несъществени нуклеотиди, които най-общо се означават с лат. буква „N“. Броят на тези вмъкнати нуклеотиди може да бъде от 1 до 9. Например:
```

5’ – Ц А Ц N N N Г Т Г – 3’ AdeI (Alcaligenes denitrificans Ss 3 – 028)
3’ – Г Т Г N N N Ц А Ц – 5’
```
Друг тип прицелни последователности са двустранните разпознавателни секвенции. Това са прекъснати последователности без палиндромна симетрия в специфичните нуклеотиди. Като пример може да се посочи разпознавателната секвенция на ензима BcgI, изолиран от 
Bacillus coagulans
:
```

5’ – (N)10 Ц Г А (N)6 Т Г Ц (N)12 – 3’ BcgІ (Bacillus coagulans)
3’ – (N)12 Г Ц Т (N)6 А Ц Г (N)10 – 5’
```
Съществува и тип разпознавателна секвенция, която се означава като непалендромна – това е непрекъсната последователност, която не притежава симетрия от втори ред, но характеризираща се със специфични нуклеотиди:
```

5’ – Ц Т Г Г А Г – 3’ Bco35I (Bacillus coagulans RFL35)
3’ – Г А Ц Ц Т Ц – 5’